# Bedl-i askeri
Bedl-i askeri (oder osmanisch بدل عسکری İA bedel-i askerî) war eine Steuer im späteren Osmanischen Reich, die als Teil der Tanzimat-Reformen eingeführt wurde.
Historisch gesehen war Cizye eine Kopfsteuer für Nicht-Muslime, die im Osmanischen Reich theoretisch einen Ersatz für den Militärdienst darstellte, da Christen und Menschen anderer Religionen keine Waffen tragen durften. Im Laufe der Zeit führte der Übergang des osmanischen Militärs von feudalen Wehrpflichtigen zur Berufsarmee dazu, dass auch viele Mitglieder der muslimischen Öffentlichkeit eine Abgabe anstelle des Militärdienstes bevorzugten und zahlten.
Der Ferman Islâhat Hatt-ı Hümâyûnu („Großherrlicher Reform-Erlass“) von 1856 – ein Eckpfeiler der Tanzimat-Reformen – gewährte jedoch ausdrücklich eine steuerliche Gleichstellung aller osmanischen Bürger, unabhängig derer Religion. Damit wurde das Cizye-Systems zur Aufrechterhaltung einer rein muslimischen Armee abgeschafft. Da jedoch die Hohen Pforte wenig Interesse  an der Konstituierung einer multireligiösen Armee hatte, ersetze sie die cizye-Steuer durch die bedl-i askeri, welche dann nicht nur von Nicht-Muslimen, die der Wehrpflicht unterlagen, zu zahlen war. Aus diesem Grund wird die bedl-i askeri auch als eine Reform der cizye-Steuer angesehen. Zunächst wurde die bedl-i askeri auf 50 osmanische Lira pro Person festgesetzt. Da jedoch nicht alle Männer wehrpflichtig waren (die Anzahl regelte die Pforte, um eine bestimmte Größe der Armee aufrechtzuerhalten), sondern nur bestimmte Altersgruppen, waren auch nur bestimmte Personen steuerpflichtig.
Im Laufe der Zeit wurde die bedl-i askeri auf die meisten nichtchristlichen Männer verteilt, nicht nur auf diejenigen, die einberufen worden wären, so dass die neue Steuer wieder der alten cizye ähnelte und der Steueranteil jeder Person nur noch 5 bis 7 Piaster betrug.
Mit den Verfassungsänderungen von 1909 wurden die allgemeine Wehrpflicht eingeführt und die Wehrersatzleistung abgeschafft, so dass die bedl-i askeri abgeschafft wurde.